# 王学辉
王学辉（1957年1月—），山西太原人，中国国画画家，1983年自山西大学艺术系毕业。后任山西画院院长、山西省美术家协会主席等职。参加展览有第八及第十届全国美展、第四节中国体育美展、中国油画风景和中国山水画对比展。画作有《太行山居》、《秋山远眺》、《梯后存飞泉》、《山静松声远》、《春到南山》、《霓虹村小景》等。
王学辉的写生多为写实，山体、溪水、坡道、小径是常出现的景物。他笔下的题材多来自家乡，太行山村、黄土人家是常见主题。